# Космос-1544
Космос-1544 је један од преко 2400 совјетских вјештачких сателита лансираних у оквиру програма Космос.
Космос-1544 је лансиран са космодрома Плесецк, СССР, 15. марта 1984. Ракета-носач Циклон-3 је поставила сателит у орбиту око планете Земље. 